# Rhopalophthalmus armiger
Rhopalophthalmus armiger is een aasgarnalensoort uit de familie van de Mysidae. De wetenschappelijke naam van de soort is voor het eerst geldig gepubliceerd in 2011 door Hanamura & Murano.